# Немецкое население Калининградской области (1945—1951)

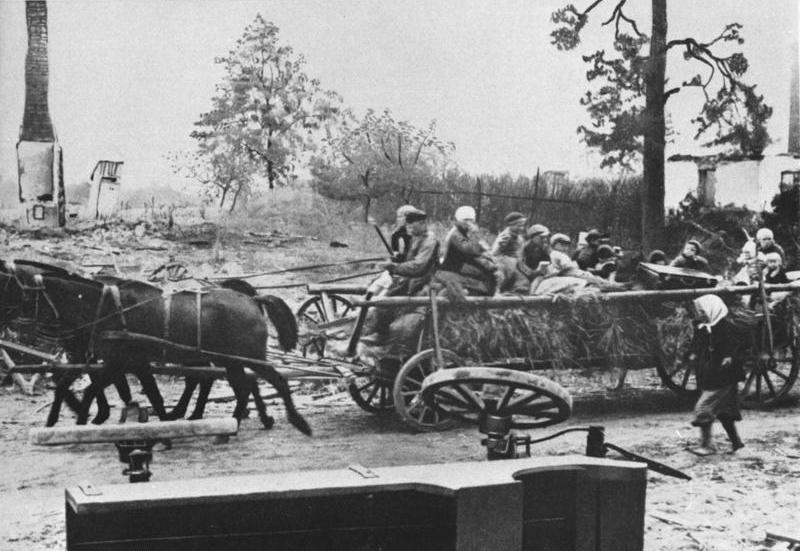
Беженцы из Восточной Пруссии в 1945 г.

Совместное проживание немецкого и советского гражданского населения на территории бывшей Восточной Пруссии, продолжавшееся более трёх лет в 1945—1948 годах, было уникальным явлением в истории обоих народов. По сравнению с территорией восточной Германии, контакты между представителями двух народов здесь были массовыми (десятки тысяч человек), а участниками этих связей были не военные или специально подготовленные и отобранные лица, а простые граждане.

## Численность немецкого населения
По советским официальным данным, на территории Восточной Пруссии после окончания войны проживало около 100 тыс. немцев. Немецкие историки, со ссылкой на мемуары коменданта Кёнигсберга О. Ляша, определяют численность немецкого гражданского населения одного только Кёнигсберга приблизительно в 110 тыс. человек, из которых в течение двух лет погибли более 75 %, и только 20-25 тыс. оставшихся подверглись депортации в Германию. Согласно сводной «Справке о наличии местного населения» из ставших доступными современным исследователям российских архивов, по состоянию на 1 сентября 1945 года в советской части Восточной Пруссии проживали 129 614 человек, в том числе в Кёнигсберге — 68 014 человек. Из них — 37,8 % мужчин, 62,2 % — женщин, а свыше 80 % населения находилось в Кёнигсберге и трёх (из пятнадцати) ближайших к нему районах.

## Взаимоотношения с советскими переселенцами
Поскольку взаимоотношение проходило на фоне только что закончившейся войны, по мнению Ю. В. Костяшова, в отношениях победителей и побеждённых были и акты мародёрства и насилия, бытовые конфликты, культурная и идеологическая конфронтация. Типичными, по мнению Ю. В. Костяшова, были случаи, когда немцев принуждали к выполнению тех или иных работ, или оказанию безвозмездных услуг, словесные оскорбления, выселение немецких жителей из домов и квартир. При этом русские (советские люди) выступали, по данным Ю. В. Костяшова, как активная, наступающая сторона, а немцы предпочитали не возражать, гасить возникающие конфликты, терпеть любое несправедливое отношение. Этот тип поведения, считает Ю. В. Костяшов, распространялся даже на детей.
Подобные конфликты и уголовные преступления и сформировали у немцев, особенно у жертв насилия, негативный образ взаимоотношений двух народов. Тем не менее, по мнению историка Ю. В. Костяшова, преобладал другой тип взаимоотношений, который он обозначает формулой: «два параллельных мира, каждый из которых существовал сам по себе», но в силу обстоятельств, вынужденные в чём-то взаимодействовать и даже сотрудничать.
В силу человеческой природы между этими «мирами» начали быстро возникать искренние и глубокие человеческие связи. Одним из главных результатов совместного проживания стало изживание открытой враждебности советских людей к немцам. Восточная Пруссия (затем Калининградская область) стала единственной, по оценке Ю. В. Костяшова, российской территорией, где это произошло в столь короткий срок.
По мнению Костяшова, тенденция к сближению двух народов активно сдерживалась политикой официальных властей, и затем была искусственно прервана депортацией немецкого населения в 1947—1948 годах. Ю. В. Костяшов считает, что задержка с депортацией была вызвана сугубо практическими соображениями: советская администрация сочла целесообразным использовать труд немцев до прибытия в область переселенцев из СССР. До 1947 года разрешение на выезд получали, как правило, только участники антифашистского движения и лица, имевшие родственников в Германии. С октября 1947 по октябрь 1948 года в советскую зону оккупации Германии было переселено 102 125 немцев (в том числе мужчин — 17 521, женщин — 50 982 и детей — 33 622 чел). За все время депортации умерли 48 человек, в том числе 26 — от дистрофии. Перед отъездом немцы вручили представителям областного управления МВД 284 письма «с выражением благодарности Советскому Правительству за проявленную заботу и хорошо организованное переселение». До 1951 года в области осталось лишь небольшое количество немцев, исключенных из списков на выселение. Как правило, это были высококвалифицированные специалисты, необходимые в народном хозяйстве. Самая последняя группа (193 чел.) была отправлена в ГДР в мае 1951 года.

## Депортация 1947—1949 годов
В соответствии с главой V Протокола Берлинской конференции трех великих держав от 1 августа 1945 года часть территории Восточной Пруссии вместе с городом Кенигсберг, ранее принадлежавшая Германии, передавалась СССР. Впоследствии здесь была образована Калининградская область в составе РСФСР. В главе XII того же Протокола было принято решение о перемещении в Германию немецкого населения или части его, оставшегося в Польше, Чехословакии и Венгрии. Депортация немцев из передаваемой СССР части Восточной Пруссии не предусматривалась. Тем не менее 11 октября 1947 года Совет министров СССР принял секретное постановление № 3547-1169с «О переселении немцев из Калининградской области РСФСР в советскую зону оккупации Германии».
Согласно приказу Министра внутренних дел СССР С. Н. Круглова № 001067 от 14 октября 1947 года переселению в первую очередь подлежали немцы, проживающие в гор. Балтийске (Пиллау) и в районе побережья Балтийского моря, нетрудоспособные семьи немцев, не занятые общественно-полезным трудом, немецкие дети, находящиеся в детских домах, и престарелые немцы, содержащиеся в домах инвалидов. Переселяемым немцам разрешалось взять с собой личное имущество до 300 кг на семью, за исключением предметов и ценностей, запрещенных к вывозу таможенными правилами. Оставшееся на месте имущество переселяемых немцев учитывалось и принималось представителями Калининградского Облисполкома.
Депортацией немцев руководили первый заместитель Министра внутренних дел СССР генерал-полковник И. А. Серов, начальник УМВД по Калининградской области генерал-майор В. И. Демин и прибывший из Москвы генерал-лейтенант МВД Н. П. Стаханов. Согласно докладной записки Министра внутренних дел СССР С. Н. Круглова И. В. Сталину, В. М. Молотову и Л. П. Берии о завершении переселения немцев из Калининградской области в Советскую зону оккупации Германии от 30.11.1948 года с октября 1947 по октябрь 1948 года было переселено 102 125 немцев, из них: мужчин — 17 521, женщин — 50 982 и детей — 33 622. Из города Калининграда и районов области переселено 96 747 человек, из детских приемников и детских домов — 4536 человек, престарелых немцев, содержавшихся в домах инвалидов, — 797 человек, из больниц — 45 человек. За весь период переселения немцев из 102 125 человек умерло 48 человек, из них в 1947 году — 33 человека и в 1948 году — 15 человек.
В соответствии с приказом Министра внутренних дел СССР № 600 от 20. 09. 1949 года «О переселении в Советскую зону оккупации Германии немцев, находящихся в лагерях МВД Калининградской области, а также прибывших из Литовской ССР» в 1949 году в Германию было переселено последнее ещё оставшееся в Калининградской области немецкое население.